# Rieux-de-Pelleport
Rieux-de-Pelleport – miejscowość i gmina we Francji, w regionie Oksytania, w departamencie Ariège.
Według danych na rok 1990 gminę zamieszkiwało 700 osób, a gęstość zaludnienia wynosiła 86 osób/km² (wśród 3020 gmin regionu Midi-Pireneje Rieux-de-Pelleport plasuje się na 464. miejscu pod względem liczby ludności, natomiast pod względem powierzchni na miejscu 1235.).